# Last Resort (chanson)
Pour les articles homonymes, voir Last Resort.
Singles de Papa Roach
Broken Home
(2000)
Pistes de Infest
Infest Broken Home
Last Resort est une chanson du groupe de nu metal Papa Roach. Premier single du groupe, extrait de son second album Infest, ce morceau lui a assuré le succès dans le monde entier.

## Clip vidéo
Dans le clip, le groupe joue sur une piste de danse entouré par des fans. Tout au long de la vidéo, la caméra fait un zoom sur quelques-uns des fans près de la scène et les affiche chez eux dans la dépression. Cette situation est principalement destinée à montrer la vie secrète que les gens ont, et comment les gens pourraient ne pas être déprimé, mais le sont toujours. Il y a beaucoup d'affiches pour la station de radio Rock 98 et des posters de groupes de rock (Papa Roach bien sûr mais aussi Korn, Nirvana ou Metallica). Le clip a été réalisé par Marcos Siega.

## Certifications
| Pays              | Certification | Unités certifiées |
| ----------------- | ------------- | ----------------- |
| Allemagne (BVMI)  | Platine       | 500 000           |
| Danemark (IFPI)   | Or            | 45 000            |
| Italie (FIMI)     | Or            | 25 000            |
| Royaume-Uni (BPI) | Platine       | 600 000           |

## Utilisation
Ce titre est utilisé comme générique de fin de l'épisode 01 de la saison 04 de la série Orange is the new black